# Lynn Township (comté de Henry, Illinois)
Lynn Township est un township du comté de Henry dans l'Illinois, aux États-Unis,. 

## Source de la traduction
- (en) Cet article est partiellement ou en totalité issu de l’article de Wikipédia en anglais intitulé « Lynn Township, Henry County, Illinois » (voir la liste des auteurs).